# Ahl-e hakk
Ahl-e hakk (kurd. یارسان, Yarsan; per. اهل حق Ahl-e haqq, ludzie prawdy), zwani też Ali Ilahi (علي إلاه `Alī ilāhi, arab.: Ali jest bogiem), zwana także jarsanizmem – religia powstała na bazie mistycznych nurtów islamu i wierzeń irańskich Kurdów. Ahl-e Haqq nie jest monolityczna, składa się z wielu różnorodnych grup wyznaniowych, część z których uznaje Alego ibn Abi Taliba, zięcia Mahometa, za inkarnację Boga.  Wyznawcy zamieszkują wschodnią i środkową Azję. Językiem sakralnym tej mniejszości religijnej jest najczęściej gorani (gurani). Kurd Sułtan Sahak wskazywany jest jako założyciel ruchu.

## Historia
Powstała w XIV wieku w łonie szyickiego imamizmu. Według niektórych religioznawców powstała ona na skutek wpływów chodżów i ich odłamów religijnych na miejscowy imamizm. Według innych wpływ ismailicki był niewielki, a religia powstała, gdyż silne były jeszcze w tym czasie wierzenia przedislamskie: zaratusztriańskie, chrześcijańskie oraz religie lokalne. Na tę mieszankę miał się nałożyć silny element szyicki. Część wiernych nie uznaje tej interpretacji twierdząc, że Ahl-e hakk pojawili się na samym początku islamu.

## Doktryna
- Przebywająca w oceanie Perła otoczona skorupą zawierała wewnątrz Boga, który stworzył Siedmiu Towarzyszy (Haft Tan), a następnie świat, rozbijając Perłę[2]. Do grupy Siedmiu Towarzyszy bywają zaliczani Jezus i inne postaci chrześcijańskie[3]
- Ahl-e Haqq głosi wiarę w transmigrację dusz[4]. Wyznawcy wierzą, iż Boska Substancja wcieliła się w Alego, a według większości odłamów wcielała się również w inne osoby. Oprócz inkarnacji Boga czczeni są także liczni święci oraz aniołowie. Czterej główni aniołowie to w kolejności ważności:

1. Salman Farsi;
2. Quanbar (murzyński niewolnik Alego);
3. Mahomet;
4. Nusajr.

Fatima, córka Mahometa i żona Alego, jest również wcieleniem Boga, jednak - według większości odłamów - niższego rzędu.

## Kult
- Każdy wyznawca posiada mistrza duchowego (pir) oraz przewodnika (dalil)
- Wierni wypełniają wszystkie podstawowe powinności muzułmańskie (w tym "pięć filarów") i szyickie. Zwą je chidmat, czyli służenie.
- Swoiste dla Ahl-e Haqq są spotkania wspólnoty (dżam), w trakcie których rozdawane jest święte (poświęcone) jedzenie.
- Praktykuje się tańce i recytację religijnej poezji (kalam)
- Dwukrotnie w roku praktykowane są trzydniowe posty[5]

## Recepcja
Wyznawców charakteryzuje podział według przynależność do lineaży.
Ze względu na liczne prześladowania wyznawcy podają się najczęściej za imamitów, dlatego ich liczebność jest trudna do określenia (prawdopodobnie 200-300 tys., według własnych danych ponad 1 milion). Dzielą się na kilkanaście (lub kilkadziesiąt) grup wyznaniowych. Wierni są Kurdami, Persami, Gilanami, Lurami i Turkami. Żyją głównie w Iranie, Azerbejdżanie, Iraku (większość w Kurdystanie irackim) i w Turcji. Często są dyskryminowani, dlatego stosują takijję; otrzymali pełną lub niemal pełną swobodę wyznania tylko w Turcji i w irackim Kurdystanie.